# Raymond Gigot
Raymond Pierre Gigot (Perpignano, 11 maggio 1885 – Neuville-Saint-Vaast, 25 settembre 1915) è stato un calciatore francese, di ruolo ala.

## Biografia
Durante la prima guerra mondiale servì nell'esercito francese come sergente nel 24º reggimento di fanteria; morì in battaglia il 25 settembre 1915, a Neuville-Saint-Vaast.

## Carriera

### Club
Della sua carriera nei club sappiamo che nella stagione 1904-1905 giocava nel Club Français, mentre la stagione successiva era nello Stade Français.

### Nazionale
Ha collezionato una presenza con la propria Nazionale, il 7 maggio 1905 in una partita amichevole persa per 7-0 contro il Belgio.

## Statistiche

### Cronologia presenze e reti in Nazionale
| Cronologia completa delle presenze e delle reti in nazionale ― Francia | Cronologia completa delle presenze e delle reti in nazionale ― Francia | Cronologia completa delle presenze e delle reti in nazionale ― Francia | Cronologia completa delle presenze e delle reti in nazionale ― Francia | Cronologia completa delle presenze e delle reti in nazionale ― Francia | Cronologia completa delle presenze e delle reti in nazionale ― Francia | Cronologia completa delle presenze e delle reti in nazionale ― Francia | Cronologia completa delle presenze e delle reti in nazionale ― Francia |
| Data                                                                   | Città                                                                  | In casa                                                                | Risultato                                                              | Ospiti                                                                 | Competizione                                                           | Reti                                                                   | Note                                                                   |
| ---------------------------------------------------------------------- | ---------------------------------------------------------------------- | ---------------------------------------------------------------------- | ---------------------------------------------------------------------- | ---------------------------------------------------------------------- | ---------------------------------------------------------------------- | ---------------------------------------------------------------------- | ---------------------------------------------------------------------- |
| 7-5-1905                                                               | Bruxelles                                                              | Belgio                                                                 | 7 – 0                                                                  | Francia                                                                | Amichevole                                                             | 0                                                                      |                                                                        |
| Totale                                                                 |                                                                        | Presenze                                                               | 1                                                                      |                                                                        | Reti                                                                   | 0                                                                      |                                                                        |